# Sanche de Castille (1342-1374)
Pour les articles homonymes, voir Sanche de Castille.
Sanche de Castille (Séville, 1342 † Burgos, 1374). Il est connu en Espagne comme Don Sancho Alfonso de Castilla, Infant de Castille et comte d’Albuquerque.
Neuvième des dix enfants illégitimes du roi Alphonse XI et de Leonor de Guzmán, il perd son père en 1350. Il a pour demi-frère Pierre Ier, qui succède à leur père, et entre autres pour frères Henri II et Fadrique Alphonse de Castille, maître de l'Ordre de Santiago. Tout au long de sa vie, il recevra de nombreux titres et distinctions : il est ainsi fait comte d’Alburquerque, seigneur de Ledesma, de Haro, de Briones, de Medellin en avril 1366 par Henri, qui a pris les armes contre Pierre Ier. Ce dernier, passé à l'Histoire sous le nom de "Le Cruel", multiplie les exactions et voit se dresser contre lui à la fois ses demi-frères et une partie de la noblesse castillane. 
En mars 1373, le traité de Santarem est imposé par son frère Henri II au roi Ferdinand Ier de Portugal : celui-ci prévoit l'expulsion du Portugal de tous les anciens soutiens de Pierre Le Cruel et la rupture de l'alliance avec l'Angleterre. Devaient garantir le traité la cession à la Castille de six cités portugaises et les fiançailles de Sanche avec la demi-sœur de Ferdinand, Béatrice de Portugal (1347-1381), fille illégitime de Pierre Ier, roi de Portugal et d'Algarve et de la Galicienne Inés de Castro, qui devaient ensuite se marier en 1354. 
Deux enfants naîtront de ce bref mariage : 
- Ferdinand Sánchez (1373 † 1385), 2e comte de Alburquerque
- Éléonore, comtesse d'Albuquerque, qui épousera Ferdinand Ier d'Aragon.

Sanche est également le père d'une fille illégitime, de mère inconnue :
- Éléonore Sánchez de Castille (1373 † 1440), qui épousera Sancho de Rojas, seigneur de Monzon de Campos, assassiné en 1393 par les serviteurs de Fadrique de Castilla y Ponce de Leon, duc de Benavente, fils illégitime d'Henri II, roi de Castille. Elle se fiancera alors avec le duc mais leur mariage ne sera jamais célébré en raison de l'incarcération de ce dernier et de sa mort en prison. Il naîtra néanmoins de cette relation une fille unique, Éléonore (1393 † 1470), femme de Pedro Manrique de Lara. Éléonore Sanchez prendra le voile après la mort de Fadrique et sera prieure du monastère de Sancti Spiritus el Real de Toro, où elle sera enterrée à sa mort en 1440.

Sanche meurt le 19 mars 1374 à Burgos, où il est enterré dans la cathédrale.  